# Marcellin Cazals
 (novembre 2021).
Pour les articles homonymes, voir Cazals.
L'adjudant-chef Marcellin Joseph Cazals (/kazal/), né le 18 juin 1905 au Puech d’Amans, commune de Quins (Aveyron), et mort le 28 octobre 2001 à Naucelle, est un sous-officier de gendarmerie, résistant français à l'occupant allemand et au régime de Vichy reconnu Juste parmi les nations.

## Biographie

### Jeunesse et début militaire
Marcellin Joseph Cazals est né le 18 juin 1905 à la ferme du Puech d’Amans dans la commune de Quins en Aveyron. Il est le fils d'Augustine Pouget et de Joseph Cazals, gendarme à cheval.
Marcellin Cazals souhaite rapidement suivre l'exemple de son père et décide de faire carrière dans la Gendarmerie, mais doit attendre l’âge de vingt et un ans pour se présenter.
Il obtient le brevet de préparation militaire élémentaire, devance l’appel sous les drapeaux, et est incorporé au 4ème régiment de dragons, à Carcassonne le 10 mai 1924, puis il est affecté au 12ème régiment de spahis à Lattaquié au sein duquel il fait campagne en Syrie du 26 août 1924 au 9 octobre 1925. Il en reviendra promu brigadier le 25 février 1925 et décoré de la médaille commémorative de Syrie-Cilicie avec l'agrafe vermeil "Levant 1925-1926".
De retour en métropole, il rejoint le 4ème régiment de spahis de Tarascon et passe dans la réserve de l'armée active le 10 novembre 1925 avec le certificat de bonne conduite, avant d'être rayé des contrôles dix semaines plus tard.
Le 24 septembre 1926, il réalise son objectif et est admis en gendarmerie en qualité d'élève garde à cheval au peloton mobile numéro 9 de Montferrand.
Le 19 octobre 1926, il se marie avec Marie-Jeanne Hermance Perigord ; de cette union, naîtront deux enfants : Christiane et Claude, ce dernier deviendra colonel de gendarmerie et un historien de la Seconde Guerre mondiale renommé.
Volontaire pour servir en Algérie, il est affecté le 17 mars 1927 à la brigade à cheval de Bogni, compagnie de Tizi Ouzou en Kabylie puis, il rejoint la brigade de Le Massegros à compter du 22 février 1928 où il servira en tant que gendarme à pied.
Il deviendra sous-officier de carrière le 24 mars 1929, il prêtera serment devant le tribunal de 1er instance de Florac le mois suivant. Trois ans plus tard, il est affecté à la compagnie de l'Aveyron à la brigade de Bozoul à compter d'avril 1932 puis comme maréchal des logis chef à pied, à la brigade de Montbazens, le 10 juin 1938, en tant que commandant de brigade.

### Les années de la guerre
À l'aube du conflit, il prend position confirmant ce statut de « gendarme d'exception ». Au début février 1940, Marcellin Cazals est appelé à la prévôté de la 3ème Division légère mécanique : un périple qui va le mener de Montpellier à la Belgique, à Dunkerque, Plymouth (Grande-Bretagne), Brest et enfin à Angoulême où, avec la majorité des services de la division, il est fait prisonnier. Avec deux autres gendarmes, il réussit à s’échapper au terme d’une marche de quatre-vingts kilomètres qui le mène à Ribérac.
Démobilisé, il reprend ses fonctions à la brigade de Montbazens le 13 juillet 1940.
Courant janvier 1941, ses supérieurs lui font connaitre qu'en raison de ses états de service, il peut être affecté à la garde personnelle du maréchal Pétain, chef de l'état. Ce qu'il refusera, conscient que cette proposition n'a pour but que de l'éloigner de Montbazens, sa rigueur et son intransigeance lui valant quelques inimitiés de la part des notables locaux.
Malgré tout, il sera sanctionné de trente jours d'arrêt et d'une mutation à la brigade de Malzieu-Ville dont il prend le commandement le 7 mars 1941.
Le 1er avril 1942, les fusils de chasse et toutes les armes de guerre et munitions détenues par des particuliers doivent être remis dans les mairies, une douzaine d'armes sont détournées et camouflées à une dizaine de kilomètres au nord de Malzieu.
Après l'invasion de la zone sud, la situation du chef de brigade du Malzieu se complique. Contacté par Joseph Huber, professeur au cours complémentaire de Saint-Chély-d'Apcher et chef de l'armée secrète du secteur, il rejoint, dès 1943 ce mouvement de résistance. À ce propos, il écrira :

« Pour mener à bien mon engagement, je dois rester très prudent et me montrer apparemment fidèle au pouvoir en place. J'ai sous mes ordres un personnel sérieux et dévoué, mais, pour lui éviter un piège toujours possible, je ne le mets pas au courant. Un grave problème se fait jour : l'arrivée en nombre, dans le canton, de familles juives qui pensent y trouver un refuge sûr. Je décide de n'opérer aucune arrestation, qu'il s'agisse de Juifs ou de personnes menacées d'internement [...] je n'ai pas l'intention d'obéir aveuglément aux ordres reçus ni d'exécuter de basses besognes. Dans ce domaine, je pense avoir réussi et fait œuvre utile dans la lutte contre l'occupant et le nazisme. Dès lors, je me trouve confronté à de graves problèmes pour ma sécurité et celle des miens. »

Le 23 février 1943, seul à la brigade, le maréchal-des-logis chef Cazals reçoit l'ordre de la préfecture d'arrêter tous les hommes juifs de 18 à 55 ans qui étaient enregistrés dans ses bureaux. Aidé par des camarades, Marcellin Cazals prévient les trente personnes concernées qui vont parvenir à échapper à l'arrestation. Une enquête sera ouverte dès le 10 mars 1943 à la suite d'une lettre anonyme mettant en cause le chef de brigade de Malzieu. Cependant, l'enquête confiée au capitaine de gendarmerie Caurbarrus, n'aboutit pas. C'est environ deux cents Israélites qui vont être camouflés au Malzieu ou dans les environs, ou pourvus de sauf-conduits de trois mois à destination des Alpes-Maritimes, département alors placé sous occupation italienne.
Le 15 janvier 1944, vers dix-heures, la gestapo, à la recherche de Juifs et des réfractaires au STO fait irruption au Malzieu. En civil, Marcellin Cazals va prévenir la famille Chitelman et mademoiselle Moltech âgée de 20 ans. Il protégera madame Moltech sa plus jeune fille en les accueillant chez lui.
En janvier 1944, tous ceux qui, de par leur profession d'agriculteurs, se croyaient à l'abri, sont convoqués pour une visite médicale préparatoire à leur départ comme travailleurs. Les jeunes du canton de Malzieu qui décident de ne pas se rendre à la visite médicale et font l'objet d'un arrêté délivré par le préfet qui doit être exécuté par la brigade du Malzieu.

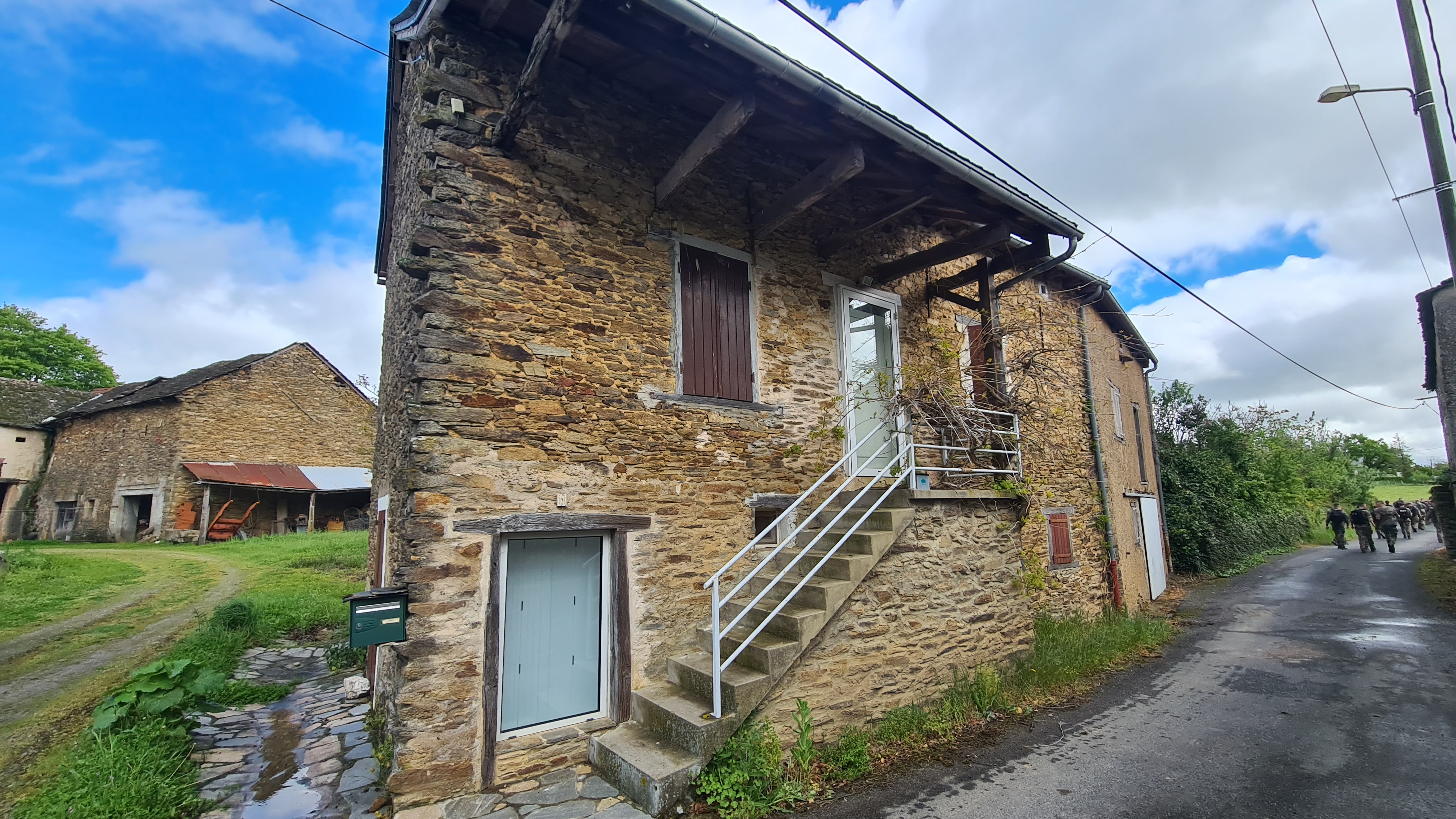
Photo de la Maison Natale de Marcellin Cazals.

La brigade s'exécute et trente-trois procès-verbaux sont établis, particulièrement détaillés et faisant preuve de beaucoup de zèle ; en apparence du moins, car tous, sans exception, concluent à l'impossibilité de retrouver les réfractaires. En effet, à la suite de l'incursion de la Gestapo au Malzieu, la décision de faire passer les jeunes astreints au STO dans la clandestinité est prise, en accord avec Paul Souchon, le responsable local de la résistance.
Le 20 janvier 1944, une douzaine de réfractaires constituée de déserteurs des chantiers de jeunesse et des requis du STO venus en permission qui ne repartent pas, décident de rejoindre Brassalières et viennent grossir les rangs des clandestins. Le chef de brigade du Malzieu ne procède, malgré les ordres reçus, à aucun retrait des cartes d'alimentation des défaillants au STO. Menacé d'arrestation à la suite de cette action, son chef de section, le capitaine Caubarrus lui donne l'ordre de rester en tenue civile et d'éviter de passer les nuits à la caserne. Il couche alors soit à l'hospice, soit chez monsieur Chaleil, négociant qui habite route de Saugues au Malzieu.
Début avril 1944, il prend contact avec les maquis d'Auvergne et se met à leur disposition. Ordre lui est donné de rester à son poste, en qualité d'agent de liaison et de renseignement. Le 21 mai 1944, un message chiffré du commandant de gendarmerie Bruguiere signale un important rassemblement de forces dissidentes au nord de Malzieu et ordonne une enquête : Marcellin Cazals refusa.
Le 1er juin 1944, le dépôt d'explosifs de l'entreprise de travaux publics Delmas du Malzieu est supprimé, les matières explosives doivent être reversées à l'entreprise Richard de Mende. Plusieurs kilos de poudre et plusieurs détonateurs sont soustraits de la livraison. Courant août, le maquis de Haute Lozère leur trouve une utilisation.
Le 2 juin 1944, c'est la première attaque du Mont Mouchet par des éléments de l'armée allemande. Marcellin Cazals sort de l'ombre à cette occasion en allant prévenir le docteur Marc Monod, et son épouse Jacqueline dont il connaît l'appartenance à la résistance, alors que Jacqueline Monod le croit, lui, collaborateur. Il prévient le maquis du Mont Mouchet de l'attaque en appelant la cabine téléphonique de Paulhac. Le 4 juin au matin, le capitaine Caubarrus vient l'informer de son arrestation imminente. Marcellin Cazals met sa famille à l'abri et, en civil, se cache dans une maison isolée mise à sa disposition par la famille Chaleil. Le 8 juin, il rejoint le Mont Mouchet, emmenant avec lui une quinzaine de volontaires recrutés dans la clandestinité. Il est nommé lieutenant des FFI, à compter du 8 juin 1944.
Le 9 juin, Émile Coulaudon dit « colonel Gaspard » lui demande de rallier les gendarmes du secteur. Les cinq brigades de la Lozère de Haute-Lozère rassemblées, à Saint-Chery-d'Apcher constituent un effectif de 25 sous-officiers. Il se présente à eux accompagné de quatre maquisards et essaie de les convaincre de rejoindre le maquis. Devant leur refus, il se retire, mais quelques instants plus tard, les quatre maquisards investissent la cour de la brigade et procèdent, sans violence, au désarmement des gendarmes.
Le 10 juin débute la deuxième attaque du Mont Mouchet. Le 11 juin, il est chargé de conduire en camion, de la Croix du Fau à Chaudes-Aigues une vingtaine de Volga-tatars faits prisonniers.
Le 12 juin, il est porté déserteur de la gendarmerie. Son passage dans la clandestinité s'accompagne d'une nouvelle identité, sous le nom de Claude Robert, agriculteur au Malzieu Ville.
Au réduit des Truyère, il est chargé de la protection de l'important dépôt de matériel parachuté, puis quand vient l'ordre de dispersion, le 20 juin au soir, de sa destruction. Après 48 heures de marche dans les gorges de la Truyère, Marcellin Cazals rejoint le maquis de Haute Lozère. Il est chargé par le commandant « Thomas » d'assurer des missions de police militaire, contrôles économiques, surveillance et arrestation des suspects.

### L'après-guerre

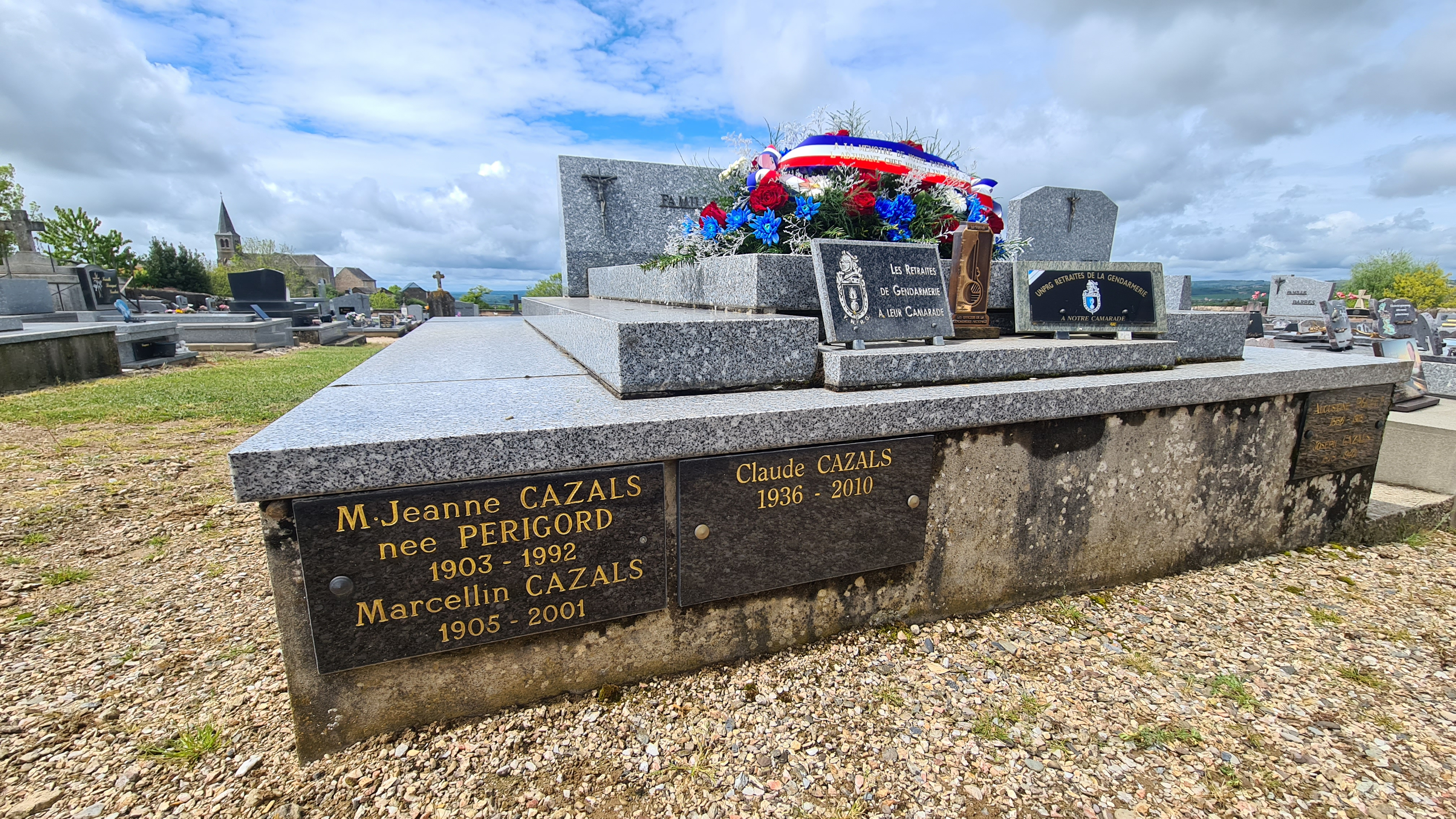
Caveau de la famille Cazals

Fin août 1944, après le départ des troupes allemandes, il est affecté à la subdivision militaire de la Lozère. Désigné pour être membre du tribunal militaire chargé de juger le préfet Roger Dutruch et le commandant de la gendarmerie Bruguiere, il refuse de prendre parti contre son ancien commandant et s'en explique auprès du colonel Émile Peytavin. Il reste affecté à la subdivision militaire de la Lozère jusqu'au 5 décembre 1944, date à laquelle il réintègre la brigade du Malzieu. Promu adjudant, à titre exceptionnel, pour services rendus à la Résistance, il rejoint sa nouvelle affectation, Saint-Chély-d'Apcher le 10 février 1945. Marcellin Cazals reste un peu plus de sept ans à la tête de la brigade, c'est au cours de cette période (1945-1952) qu'il se voit attribuer la médaille de la reconnaissance française pour actes de bravoure et de dévouement et qu'il est inscrit au tableau d'avancement pour le grade d'adjudant-chef.

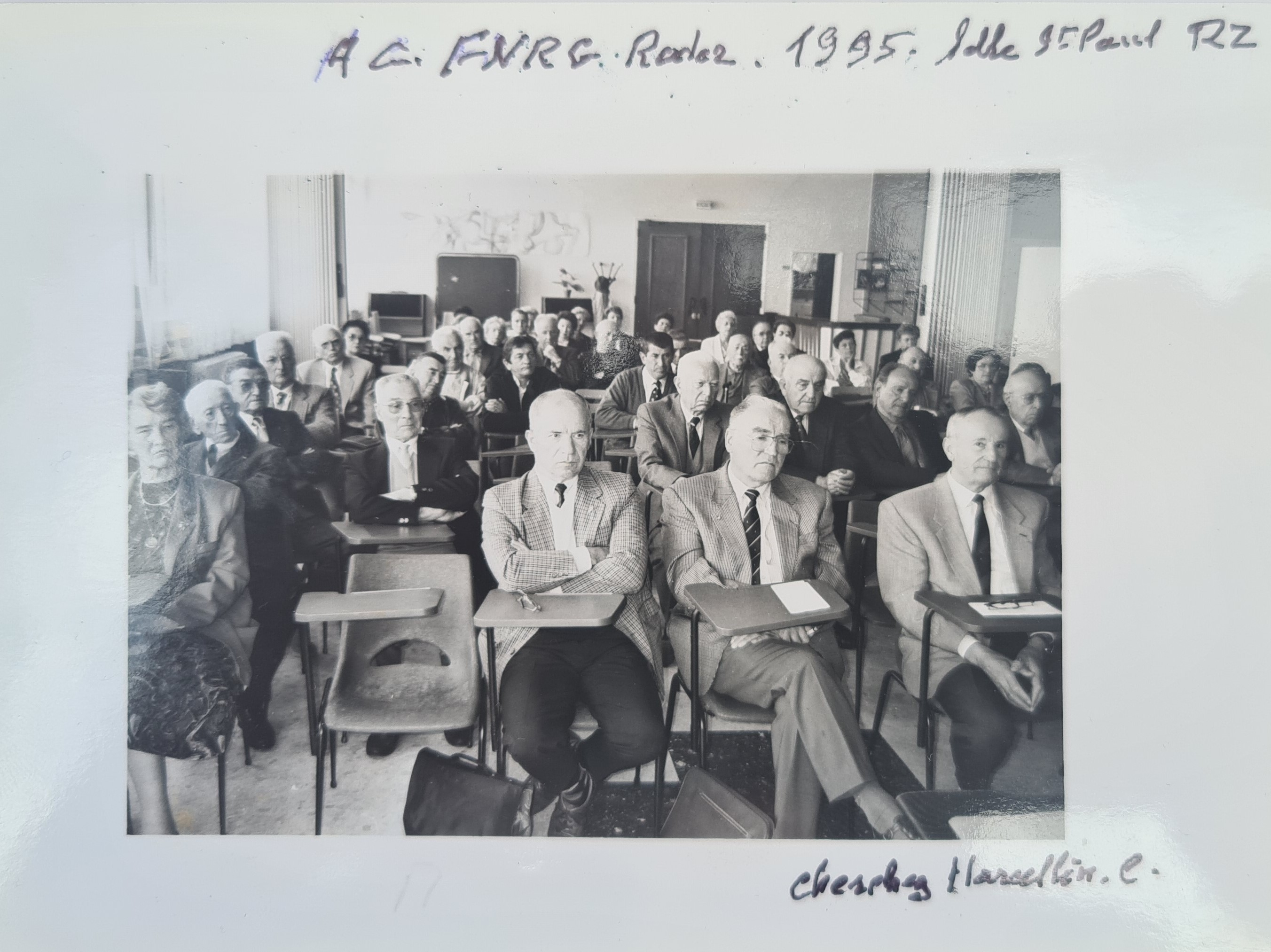
Photo de sa participation AGFNRG (second depuis la gauche).

Très apprécié à la fois par la population locale et par ses chefs, il quitte Saint-Chély-d'Apcher le 1er juillet 1952 avec regrets, mais la promotion dont il bénéficie est flatteuse ; il est nommé commandant par intérim de la compagnie de Florac en Lozère. Il assure cette fonction pendant seize mois, puis le poste étant pourvu par un officier, il devient l'adjoint de celui-ci. Jusqu'à sa retraite, il alterne les fonctions d'adjoint et celles de commandant de la compagnie de Florac. En décembre 1959, il est fait chevalier de l'ordre de la Légion d'honneur.
Le 18 juin 1960, Marcellin Cazals prend sa retraite et se retire dans son Aveyron natal, à Naucelle. Sa passion pour la gendarmerie demeurant vive, il écrit de nombreux poèmes ayant pour thème la gendarmerie et participa activement aux assemblées générales de la FNRG. Il décède le 28 octobre 2001 dans sa demeure de Naucelle et repose désormais dans le caveau familial du cimetière de Quins.

## Reconnaissance
Titulaire de dix-sept décorations, onze lettres de félicitations et de deux citations, l'une à l'ordre de la brigade comportant l'attribution de la croix de guerre avec étoile de bronze pour son évasion en juin 1940, l'autre à l'ordre de la division, pour sa conduite pendant les combats de la Bataille du Mont Mouchet et de Chaudes-Aigues, comportant l'attribution de la croix de guerre avec étoile d'argent, de multiples lettres et de témoignages de satisfaction de ses chefs. Le 20 décembre 1993, il lui est conféré le titre de Juste parmi les nations pour son action en faveur des Juifs entre 1942 et 1944 lorsqu'il était à la tête de la brigade de Malzieu. Reconnu par ses pairs comme un héros, il participera notamment à l’émission La Marche du siècle en l’honneur de « Quelques Justes contre l’Holocauste» le 22 mars 1994.

### Citations
Cité à l'ordre de la brigade le 27 juin 1940 :

« Le 24 juin 1940, fait prisonnier avec un convoi marchant sur route, a réussi à passer les lignes ennemies et a rejoint son poste après une marche de 80 kilomètres en pays inconnu »

Cité à l'ordre de la division le 4 juin 1945 :

« Officier d'un courage et d'une énergie absolument remarquables, a participé vaillamment aux combats des 10 et 11 juin 1944 à Mont-Mouchet. S'est particulièrement distingué le 20 juin 1944, au combat de Chaudes-Aigues, contre des forces ennemies supérieur en nombre et en matériel. Pris à partie par les armes automatiques, l'artillerie et l'aviation, a maintenu sa section sur sa position et ne s'est replié que sur ordre et au moment où il allait être encerclé. »

### Félicitations
- Félicité par le commandant de légion le 24 novembre 1944.
- Félicité par le commandant de légion le 7 septembre 1945.
- Félicité par le commandant de compagnie le 6 mars 1947.
- Félicité par le commandant de légion le 26 août 1947.

### Décorations

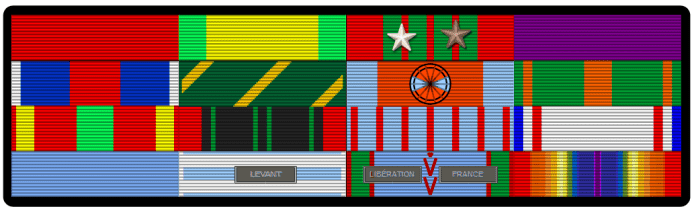
Photo du placard de Marcellin Cazals.

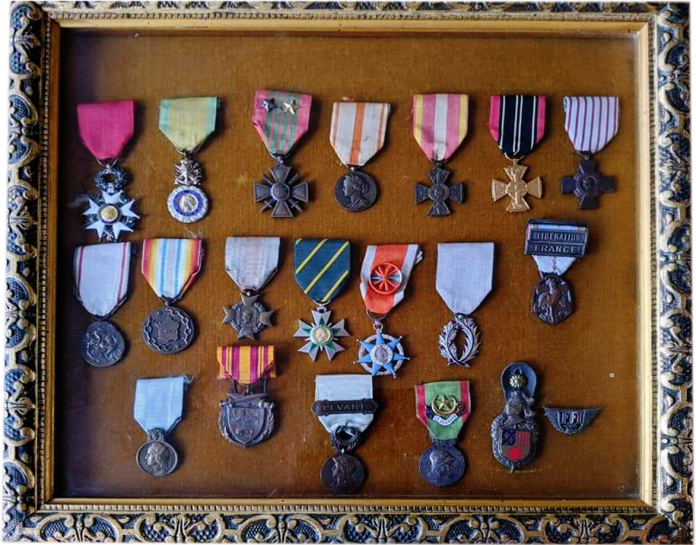
Tableau regroupant les médailles de Marcellin Cazals.

- Officier de la Légion d'honneur le 31 décembre 1960.
- Médaille militaire le 26 décembre 1940.
- Croix de guerre 1939-1945 (2 étoiles).
- Chevalier de l'ordre des Palmes académiques.
- Médaille des évadés avec lettre de félicitations du ministre de la guerre le 21 mai 1946.
- Croix du combattant volontaire 1939-1945
- Croix du combattant volontaire de la Résistance
- Croix du combattant
- Médaille de la Reconnaissance française Bronze le 23 mai 1946
- médaille des Services Militaires Volontaires de troisième classe le 1er septembre 1939
- Médaille de la jeunesse, des sports et de l'engagement associatif
- Médaille de la France libérée
- Chevalier, puis Officier de l'Ordre du Mérite social le 21 septembre 1938
- Ordre du Mérite combattant
- Médaille commémorative de Syrie-Cilicie avec agrafe en vermeille "Levant 1925-1926" le 24 décembre 1926
- Médaille commémorative française de la guerre 1939-1945 avec les barrettes "France" et "Libération" le 21 mai 1946
- Médaille israélienne de Juste parmi les nations le 1er mars 1994.
- Médaille de l’association d’anciens Spahis « Le Burnous ».

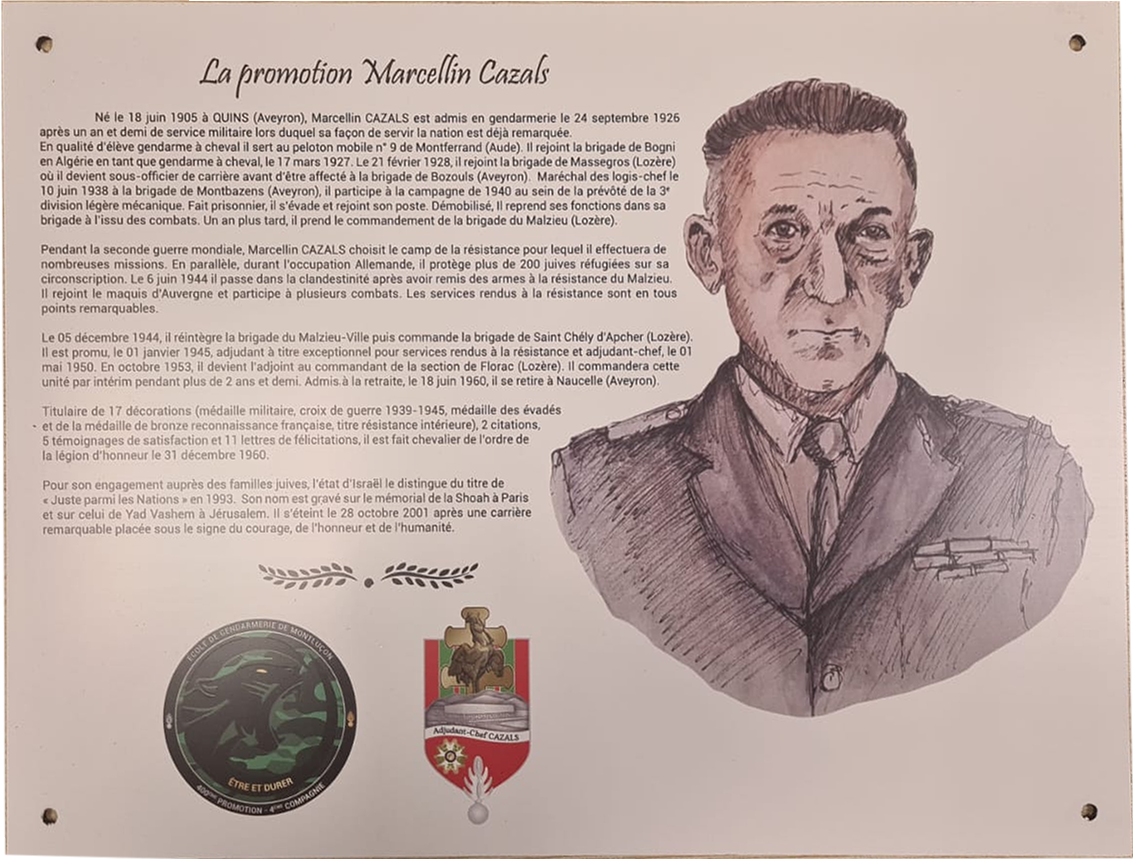
Plaque commémorative ornant la BTA de Naucelle

### Hommages
- Marcellin CAZALS est le parrain de la 400e promotion d'élèves-gendarmes de l'École de gendarmerie de Montluçon.
- Une place porte son nom dans son village natal de Naucelle[8].
- Son nom est gravé sur le mémorial de la Shoah à Paris et sur celui du Yad Vashem à Jérusalem.
- Son nom est donné à la compagnie de gendarmerie de Florac[9].
- Son nom est gravé sur la stèle du mémorial Sainte-Radegonde[10],[11]
- Donne son nom à la salle de réunion jouxtant le bureau du directeur général de la gendarmerie nationale à la direction générale de la Gendarmerie nationale.